# Parada (Carregal do Sal)
Parada é uma povoação portuguesa sede da Freguesia de Parada do Município de Carregal do Sal, freguesia com 11,67km² de área e 744 habitantes (censo de 2021), e, por isso, uma densidade populacional de 63,8 hab./km².
Pertenceu ao extinto concelho de São João de Areias e no dia 07 de setembro de 1895 passou a pertencer ao concelho (atual município) de Carregal do Sal.

## Demografia
Nota: Nos anos de 1864 a 1890 pertencia ao concelho de S. João das Areias, extinto por decreto de 07/09/1895, ficando a fazer parte do concelho (atual município) de Carregal do Sal por este mesmo decreto.
A população registada nos censos foi:
| Distribuição da População por Grupos Etários | Distribuição da População por Grupos Etários | Distribuição da População por Grupos Etários | Distribuição da População por Grupos Etários | Distribuição da População por Grupos Etários |
| -------------------------------------------- | -------------------------------------------- | -------------------------------------------- | -------------------------------------------- | -------------------------------------------- |
| Ano                                          | 0-14 Anos                                    | 15-24 Anos                                   | 25-64 Anos                                   | > 65 Anos                                    |
| 2001                                         | 127                                          | 128                                          | 397                                          | 220                                          |
| 2011                                         | 98                                           | 87                                           | 389                                          | 232                                          |
| 2021                                         | 75                                           | 65                                           | 322                                          | 282                                          |

## Lugares da Freguesia
- Parada (sede de freguesia)
- Póvoa das Forcadas
- Póvoa de Santo Amaro

## Associações locais
- Parada:
  - Associação Recreativa de Parada;
  - Grupo Desportivo “3 Santos Populares”;

## Património
- Património religioso:
  - Parada:
    - Igreja Paroquial de São Miguel;
    - Irmandade de São Sebastião;

  - Póvoa das Forcadas:
    - Capela de Santo António;
    - Capela da Senhora da Ribeira;

  - Póvoa de Santo Amaro:
    - Capela de Santo Amaro;
- Património histórico-arqueológico:
  - Núcleo Museológico do Lagar de Varas, lagar de varas de produção de azeite da propriedade da Câmara Municipal de Carregal do Sal com visitas guiadas com marcação prévia.

## Festas e romarias
- Festa de São Brás (3 de fevereiro)
- Festa de Nosso Senhor (3.º fim de semana de agosto)
- Festa de São Miguel (29 de setembro)
- Festa de Santo António (13 de junho) em Póvoa das Forcadas
- Festa de Santo Amaro (15 de janeiro) em Póvoa de Santo Amaro

## Politica
- Junta de Freguesia de Parada:
  - 2021 a 2025:
    - Presidente de Junta, Adelino Carneiro;
    - Secretária, Henrique Figueiredo Marques;
    - Tesoureiro, Cláudia Mariza dos Santos;
- Assembleia de Freguesia de Cabanas de Viriato:
  - 2021 a 2025:
    - Mesa da assembleia:
      - Presidente, Maria Salomé Santos;
      - Primeira secretária, Rodrigo Costa;
      - Segunda secretária, Victor Grilo;

    - Elementos da assembleia:
      - Bruna Lourenço;
      - Tiago José da Silva;
      - José Manuel Dias;
      - Adelino de Brito;